# Dyffryn Ardudwy
Dyffryn Ardudwy est un village et une communauté du Gwynedd, au pays de Galles.

## Géographie
Dyffryn Ardudwy est situé près du littoral de la baie de Cardigan, à mi-chemin entre Harlech au nord et Barmouth au sud, sur la route A496 (en) qui relie ces deux villes.
La communauté de Dyffryn Ardudwy comprend aussi les villages et hameaux de Coed Ystumgwern, Llanenddwyn,  Llanddwywe (cy) et Tal-y-bont (en).

## Démographie
Au recensement de 2011, la communauté de Dyffryn Ardudwy comptait 1 540 habitants.